# Bakewar
Bakewar é uma cidade e uma nagar panchayat no distrito de Etawah, no estado indiano de Uttar Pradesh.

## Geografia
Bakewar está localizada a 26° 40′ N, 79° 11′ L. Tem uma altitude média de 142 metros (465 pés).

## Demografia
Segundo o censo de 2001, Bakewar tinha uma população de 13,053 habitantes. Os indivíduos do sexo masculino constituem 53% da população e os do sexo feminino 47%. Bakewar tem uma taxa de literacia de 59%, inferior à média nacional de 59.5%; com 59% para o sexo masculino e 41% para o sexo feminino. 18% da população está abaixo dos 6 anos de idade.